# Že
Že (in persiano ژ‎ /ʒ/) è una lettera usata in persiano, in curdo, in pashto e in altre lingue iraniche (l'uiguro, l'urdu, il kashmiri). Era usata anche nelle lingue turche, prima che venissero adottati gli alfabeti latino e cirillico, per rappresentare la fricativa postalveolare sonora ⟨ʒ⟩. In italiano questo fono non esiste se non in prestiti da lingue straniere come il francese (esempio: garage).

## Scrittura e traslitterazione
La že viene scritta in varie forme in funzione della sua posizione all'interno di una parola.
| Forma isolata | Forma finale | Forma intermedia | Forma iniziale |
| ------------- | ------------ | ---------------- | -------------- |
| ژ             | ــژ…         | …ـژ…             | …ژ             |

Nella traslitterazione dal persiano è associata a z.

## Informatica
| Carattere                          | ژ                    | ژ                    |
| ---------------------------------- | -------------------- | -------------------- |
| Nome Unicode                       | Lettera persiana Jeh | Lettera persiana Jeh |
| Codifiche                          | decimale             | esadecimale          |
| Unicode                            | 1688                 | U+0698               |
| UTF-8                              | 218 152              | DA 98                |
| riferimento numerico dei caratteri | &#1688;              | &#x698;              |

## Altri alfabeti
L'alfabeto Devanagari rappresenta il suono /ʒ/ con झ़ , mentre il Bengali: জ়়, mentre in cirillico: Ж.